# Yach Film 2006
15. Festiwal Polskich Wideoklipów Yach Film 2006 – festiwal odbył się w dniach 5-8 października 2006. Gala rozdania nagród festiwalu odbyła się w gdańskim Teatrze Wybrzeże.
W skład jury weszli Tadeusz Sobolewski, Piotr Metz, Agnieszka Szydłowska, Filip Kovcin, Wojciech Waglewski, Fisz, Joanna Strzemieczna-Wielczyk, Tomasz Słoń, Hirek Wrona, Kamil Śmiałkowski, Andrzej Szajewski, Magdalena Kunicka-Paszkiewicz oraz Yach Paszkiewicz.

## Grand Prix
Opracowano na podstawie materiału źródłowego.
- Voo Voo – Zbiera mi się, realizacja: Sebastian Pańczyk
  - Hey – A ty?, realizacja: Anna Maliszewska
  - Sistars – Skąd ja Cię znam, realizacja: Kuba Łubniewski
  - Proletaryat – Być czy być, realizacja: Tomasz Jarosz
  - Maria Peszek – Nie mam czasu na seks, realizacja: Tomasz Nalewajek
  - Hurt – Załoga G, realizacja: Dariusz Szermanowicz

## Reżyseria
Opracowano na podstawie materiału źródłowego.
- Maria Peszek – Nie mam czasu na seks, reżyseria: Tomek Nalewajek
  - WWO – Mogę wszystko, reżyseria: Kuba Łubniewski, Maciej Olbrycht
  - Hurt – Załoga G, reżyseria: Darek Szermanowicz
  - Maciej Maleńczuk – Edek Leszczyk, reżyseria: Łukasz Jankowski
  - Voo Voo – Zbiera mi się, reżyseria: Sebastian Pańczyk
  - Why not – I still love you, reżyseria: Bo Martin

## Scenariusz
Opracowano na podstawie materiału źródłowego.
- Abradab – Rap to nie zabawa już, realizacja i scenariusz: Kobas Laksa, Luk Gutt
  - Olaf Deriglasoff – Perełka, realizacja i scenariusz: Michał Mendyk, Tomasz Wójcik, Tomasz Trzos
  - Voo Voo – Zbiera mi się, realizacja i scenariusz: Sebastian Pańczyk
  - Hey – Mimo wszystko, realizacja i scenariusz: Anna Maliszewska
  - T.Love – Gnijący świat, realizacja i scenariusz: Adrian Panek, Kamil Płocki
  - Hey – A ty?, realizacja i scenariusz: Anna Maliszewska

## Zdjęcia
Opracowano na podstawie materiału źródłowego.
- Maria Peszek – Nie mam czasu na seks, reżyseria: Tomek Nalewajek, zdjęcia: Jacek Podgórski
  - Olaf Deriglasoff – Amorte, realizacja: Konrad Aksinowicz Wojciech Zieliński Konrad Stefaniak, zdjęcia: Wojciech Zieliński
  - Anita Lipnicka i John Porter – Death Of Love, realizacja: Patrycja Woy, Miguel Nieto, zdjęcia: Miguel Nieto
  - Proletaryat – Być czy być, realizacja: Tomasz Jarosz, zdjęcia: Michał Jaskulski
  - Sistars – Skąd ja Cię znam, realizacja: Kuba Łubniewski, zdjęcia: Kuba Łubniewski
  - Hey – A ty?, realizacja: Anna Maliszewska zdjęcia: Dominik Danielczyk

## Montaż
Opracowano na podstawie materiału źródłowego.
- Proletaryat – Być czy być, realizacja: Tomasz Jarosz, montaż: Tomasz Jarosz
  - WWO – Mogę wszystko, reżyseria: Kuba Łubniewski, Maciej Olbrycht, montaż: Maciej Olbrycht
  - Fisz i EMADE – Nie bo nie, reżyseria i montaż: Maciej Olbrycht
  - Agressiva 69 – Końca nie widać, reżyseria i montaż: Marek Gajczak
  - Tymon Tymański – Elogy for Lester B/Femme Fatale, reżyseria i montaż: Daria Kopeć
  - Silver Rocket – Nothing is forever, reżyseria: Miquel Nieto, montaż: Krzysztof Bochenek

## Plastyczna aranżacja przestrzeni
Opracowano na podstawie materiału źródłowego.
- Maria Peszek – Moje miasto, realizacja: Jacek Poręba, plastyczna aranżacja przestrzeni: Paweł Kozłowski, Błażej Górnicki
  - WWO – I tak to osiągnę, realizacja i plastyczna aranżacja przestrzeni: Marcin Janiec
  - Bohema – Warszawka, realizacja i plastyczna aranżacja przestrzeni: Adrian Panek
  - Sistars – Inspirations, realizacja i plastyczna aranżacja przestrzeni: Kuba Łubniewski, Kamil Płocki
  - Proletaryat – Być czy być, realizacja: Tomasz Jarosz, plastyczna aranżacja przestrzeni: Tomasz Jarosz, Michał Jaskulski
  - Dorota Miśkiewicz i Cesária Évora – Um Pincelada, realizacja i plastyczna aranżacja przestrzeni: Anna Maliszewska, Dagmara Pilzek

## Animacja
Opracowano na podstawie materiału źródłowego.
- CKOD – Spaliny, realizacja: Krzysztof Ostrowski, animacja: Adam Badkowski, Kamil Kozłowski, Krzysztof Ostrowski
  - Fisz i Envee – Kręcioł, realizacja: Sebastian Pańczyk, animacja: Adam Wyrwas
  - Pogodno – Piosenka o śmiesznym tytule, realizacja i animacja: Krzysztof Ostrowski
  - Paralaksa – ..., realizacja i animacja: Maja Kuta
  - Bogna Woźniak – Krzyk, realizacja: Łukasz Tunikowski, animacja: Arkadiusz Bagiński, Rafał Zaremba
  - Voo Voo – Zbiera mi się, realizacja: Sebastian Pańczyk, animacja: Sebastian Pańczyk/Platige image

## Kreacja aktorska
Opracowano na podstawie materiału źródłowego.
- Hey – A ty?, realizacja i scenariusz: Anna Maliszewska; kreacja aktorska: Piotrek Jagielski
  - Ten Typ Mes – Zdrada `06, realizacja: Kordian Piwowarski; kreacja aktorska: Piotr Szmidt
  - L.U.C. – Pomiędzy wszystkim, realizacja: L.U.C Łukasz Rostkowski; kreacja aktorska: Łukasz Rostkowski
  - Maria Peszek – Nie mam czasu na seks, reżyseria: Tomek Nalewajek; kreacja aktorska: Maria Peszek, Eryk Lubos
  - Sistars – Skąd ja Cię znam, realizacja: Kuba Łubniewski; kreacja aktorska: Natalia i Paulina Przybysz
  - Why not – I Still Love You, reżyseria: Bo Martin; kreacja aktorska: Aleksandra Kwaśniewska

## Inna energia
Opracowano na podstawie materiału źródłowego.
- Kult – Pan Pancerny, realizacja: Sławomir Pietrzak, Jacek Kościuszko
  - Olaf Deriglasoff – Amorte, realizacja: Konrad Aksinowicz, Wojciech Zieliński, Konrad Stefaniak
  - Olaf Deriglasoff – Perełka, realizacja:Michał Mendyk, Tomasz Wójcik, Tomasz Trzos
  - Marzena Komsta – Desire, realizacja: Maciej Szupica
  - Kanał Audytywny – Pętla, realizacja: L.U.C Łukasz Rostkowski
  - Zdzisław Piernik i Rogulus X Szwelas und Gos – ..., realizacja: Radosław Dunaszewski

## Yach Publiczności
Opracowano na podstawie materiału źródłowego.
- Hey – A Ty?, realizacja Anna Maliszewska

## Yach Internautów
Opracowano na podstawie materiału źródłowego.
- Hey – Mimo wszystko, realizacja Anna Maliszewska

## Drewniany Yach
Opracowano na podstawie materiału źródłowego.
- Olaf Deriglasoff – Perełka, realizacja Michał Mendyk, Tomasz Wójcik, Tomasz Trzos

## Oliwa z Oliwek (osobista nagroda Yacha Paszkiewicza)
Opracowano na podstawie materiału źródłowego.
- Hurt – Załoga G, Dariusz Szermanowicz